# Sour Candy
"Sour Candy" é uma canção da cantora estadunidense Lady Gaga e do grupo feminino sul-coreano Blackpink, gravada para o sexto álbum de estúdio de Gaga, Chromatica (2020). Foi lançada como primeiro single promocional do álbum em 28 de maio de 2020, através da Interscope Records.

## Antecedentes
Em entrevista ao site de entretenimento japonês TV Groove, Gaga falou sobre a gênese da música e afirmou que "Quando liguei pra elas e perguntei se queriam escrever uma música comigo, elas ficaram tão felizes e motivadas. Eu queria celebrá-las, porque elas amam mulheres poderosas como nós, e elas também queriam me celebrar. Nós nos divertimos muito juntas com essa música. Estava animada em ouvi-las interpretar a música em coreano. Essa parte ficou muito criativa e divertida. Fiquei impressionada quando ouvi as vozes delas".

## Lançamento
"Sour Candy" foi anunciada oficialmente em 22 de abril de 2020, quando Gaga postou a tracklist do álbum Chromatica. O lançamento da música foi anunciado por Gaga através de suas redes sociais um dia antes do lançamento do Chromatica. A música foi lançada sem qualquer aviso prévio depois que vazou no Twitter na noite anterior.

## Composição e letra
"Sour Candy" foi descrita como uma canção dance-pop, electropop e deep house, que apresenta uma batida de house music "saltitante" e elementos de dance e k-pop. Suas letras mostram Gaga e Blackpink "negociando linhas de glamour" em inglês e coreano, que usam doces azedos como metáfora para "ilustrar como eles funcionam em um relacionamento". O pós-refrão apresenta Gaga tocando "speak-rap", enquanto os versos do grupo k-pop incluem "melodias quase mecânicas". A música tem samples de "What They Say", de Maya Jane Coles.

## Históricos de lançamentos
| Região | Data               | Formato                    | Gravadora  | Ref.   |
| ------ | ------------------ | -------------------------- | ---------- | ------ |
| Várias | 28 de maio de 2020 | Download digital streaming | Interscope | [ 15 ] |